# Şəfili
Şəfili è un comune dell'Azerbaigian situato nel distretto di Qəbələ. Conta una popolazione di 198 abitanti.